# Puuc
I Puuc furono una popolazione che dominò, nel periodo classico della civiltà maya, la regione a sud della odierna città di Mérida.

Zona di influenza della civiltà Puuc.

La presenza della civiltà Puuc in questa regione è testimoniata da numerosi siti archeologici dotati di caratteristiche architettoniche comuni. Questo stile architettonico è noto come stile Puuc, uno di cinque stili architettonici della cultura Maya.
La parola puuc indicava, nella antica lingua maya, la "zona delle colline", un ambito geografico che si differenziava dal resto della pianeggiante penisola dello Yucatán per la presenza di numerose piccole formazioni collinari, ricche di terra fertile. La zona così chiamata si estende da Maxcanú fino a sud di Peto, arrivando, verso sudest, fino a Campeche.
Le città maya più rilevanti che si incontrano in questa regione sono Uxmal, Kabah, Sayil e Labná, in origine collegate tra di loro da un sistema di strade denominate in maya sacbé (in italiano = "strada bianca").
Lo stile architettonico della civiltà Puuc esercitò la sua influenza anche in altre zone dello Yucatan, al di là dei confini della regione Puuc stricto sensu: se ne trovano mirabili esempi a sud a Edzná e ad est a Chichén Itzá.